# لیز دولامار
لیز دولامار (فرانسوی: Lise Delamare‎؛ ۹ آوریل ۱۹۱۳ – ۲۵ ژوئیه ۲۰۰۶) بازیگر اهل فرانسه بود.
از فیلم‌ها یا برنامه‌های تلویزیونی که وی در آنها نقش داشته‌است می‌توان به مارسی‌یز، آقای ونسان و کنت دو مونت-کریستو اشاره کرد.